# In nome del padre, del figlio e della Colt
In nome del padre, del figlio e della Colt è un film western del 1971 diretto da Mario Bianchi con lo pseudonimo Frank Bronston.

## Trama
Billy Nolan è lo sceriffo di una cittadina del west che durante la festa di Halloween mentre si consumano i festeggiamenti sta indagando su una serie di misteriosi omicidi realizzati da un altrettanto misterioso killer che indossa un mantello con cappuccio ed un vestito neri, una sinistra maschera di cuoio ed adopera un lungo coltello per uccidere. Bill però verrà arrestato perché, accusato da due sue presunte vittime, un padre e una figlia, che lo avrebbero riconosciuto, è ritenuto responsabile di una serie di delitti e anche capo di una sanguinaria banda. In realtà però l'autore dei delitti è il suo fratello gemello malvagio Wess, e quando riuscirà a dimostrare la sua innocenza se la dovrà vedere sia col fratello che con il misterioso killer.